# Third Division South
La Third Division South (Terza Divisione Sud) era per importanza il terzo campionato calcistico professionistico inglese, che si svolgeva in parallelo alla Third Division North, tra il 1921 e il 1958.

## Storia
La divisione è stata creata con il nome di Third Division nel 1920, quando la Football League elesse nei propri ranghi i club più importanti della Southern League.
La stagione successiva venne fondata la sezione North e la divisione originale venne rinominata Third Division South. L'organico della prima edizione del campionato fu in larga parte lo stesso della Third Division 1920-21, con le uniche eccezioni del Crystal Palace, promosso in Second Division e del Grimsby Town, trasferito nel raggruppamento settentrionale. I club che parteciparono alla prima edizione del campionato furono i seguenti: Aberdare Athletic (eletto in Football League, proveniente dalla Southern League Welsh Section), Brentford, Brighton & Hove Albion, Bristol Rovers, Charlton Athletic (eletto in Football League, proveniente dalla Southern League English Section), Exeter City, Gillingham, Luton Town, Merthyr Town, Millwall, Newport County, Northampton Town, Norwich City, Plymouth Argyle, Portsmouth, Queens Park Rangers, Reading, Southampton, Southend United, Swansea Town, Swindon Town e Watford.
Le società sempre presenti nei trent'anni di storia della divisione sono state sei: Brighton & Hove Albion, Exeter City, Northampton Town, Southend United, Swindon Town e Watford. Mentre Ipswich Town, Nottingham Forest e Portsmouth sono stati gli unici tre club con trascorsi nella lega, ad aver vinto poi il titolo di campione d'Inghilterra
Inizialmente l'organico del campionato si componeva di 22 squadre, che divennero poi 24 nel 1950.
Al termine della stagione 1957-1958, le sezioni North e South si fusero per formare un'unica Third Division e una nuova Fourth Division.
Dal 1934 al 1939 e nel 1946, si disputò la Third Division South Cup, mentre dal 1955 al 1958, ci fu una serie di match tra le rappresentative delle due divisioni.

## Albo d'oro
| Stagione  | Vincitore                                    |
| --------- | -------------------------------------------- |
| 1921-22   | Southampton (1º titolo)                      |
| 1922-23   | Bristol City (1º titolo)                     |
| 1923-24   | Portsmouth (1º titolo)                       |
| 1924-25   | Swansea Town (1º titolo)                     |
| 1925-26   | Reading (1º titolo)                          |
| 1926-27   | Bristol City (2º titolo)                     |
| 1927-28   | Millwall (1º titolo)                         |
| 1928-29   | Charlton Athletic (1º titolo)                |
| 1929-30   | Plymouth Argyle (1º titolo)                  |
| 1930-31   | Notts County (1º titolo)                     |
| 1931-32   | Fulham (1º titolo)                           |
| 1932-33   | Brentford (1º titolo)                        |
| 1933-34   | Norwich City (1º titolo)                     |
| 1934-35   | Charlton Athletic (2º titolo)                |
| 1935-36   | Coventry City (1º titolo)                    |
| 1936-37   | Luton Town (1º titolo)                       |
| 1937-38   | Millwall (2º titolo)                         |
| 1938-39   | Newport County (1º titolo)                   |
| 1939-1946 | Non disputata per la Seconda guerra mondiale |
| 1946-47   | Cardiff City (1º titolo)                     |
| 1947-48   | Queens Park Rangers (1º titolo)              |
| 1948-49   | Swansea Town (2º titolo)                     |
| 1949-50   | Notts County (2º titolo)                     |
| 1950-51   | Nottingham Forest (1º titolo)                |
| 1951-52   | Plymouth Argyle (2º titolo)                  |
| 1952-53   | Bristol Rovers (1º titolo)                   |
| 1953-54   | Ipswich Town (1º titolo)                     |
| 1954-55   | Bristol City (3º titolo)                     |
| 1955-56   | Leyton Orient (1º titolo)                    |
| 1956-57   | Ipswich Town (2º titolo)                     |
| 1957-58   | Brighton & Hove Albion (1º titolo)           |

Fonte: Statto

## Third Division South Cup
| Stagione | Vincitore                       | Risultato              | Finalista            |
| -------- | ------------------------------- | ---------------------- | -------------------- |
| 1933–34  | Exeter City                     | 1–0                    | Torquay United       |
| 1934–35  | Bristol Rovers                  | 3–2                    | Watford              |
| 1935–36  | Coventry City                   | 5–2                    | Swindon Town         |
| 1936–37  | Watford Millwall                | 3–3 (titolo condiviso) |                      |
| 1937–38  | Reading                         | 6–2                    | Bristol City         |
| 1938–39  | Finale non disputata            | Finale non disputata   | Finale non disputata |
| 1945–46  | Bournemouth & Boscombe Athletic | 1–0                    | Walsall              |